# 基督教重建主义
基督教重建主义（英語：Christian reconstructionism），是一个原教旨主义者在鲁沙斯·鲁西洛纳（Rousas Rushdoony）、格雷格·班森（Greg•Bahnsen）及加里·诺斯（Gary North）的思想基礎上发展起来的改革主义运动。

## 簡述
重建主義对美国的基督教右派有重要影响。出於文化使命感，基督教重建主义者主张建立教權統治和實行《希伯來圣经》所記載的部份律法。该运动在二十世纪九十年代日漸衰弱。雖然基督教重建主义组织如Chalcedon基金会及“美国愿景”社团今天依然活跃，但是在2008年，被發表於《教会史杂志》上的一篇文章此运动已被宣布为“结束”。基督教重建主义者通常是后千禧年派人士兼前设辩论学家科奈路斯·梵·齐（Cornelius Van Til）的追随者。
提倡基督教重建主义观点的更正教教會是流行於美国國內的、屬於歸正派的长老会。然而，大多数歸正派人士不奉信基督教重建主义，而且坚持古典圣约神学理論，即關於《塔納赫》與基督教之間的关系的传统观念。

## 抨擊
很多世俗主義者反對重建主義，就連許多奉信宗教保守主義的更正教信奉者都不支持重建主義。
曾經多次撰文批評反中共派人士王怡牧師的更正教教內的歸正派人士陈鸽司牧聲稱重建主義與更正教聖典《聖經》所給予的教誨相違背，而且重建主義所提倡的《舊約》所記載的米茨沃特是其地位早已被《新約》所記載的誡命取代的律法，故此大部份加爾文派人士都不擁護重建主義，陈鸽司牧表示他認為基督教徒應該在受到迫害時堅定地期望耶穌基督終有一天會再臨人間並進行神權統治，而不應該把希望寄托於一個由凡人所建立的教權國家。